# Futurikon
Futurikon — французская независимая продюсерская компания, созданная в 1994 году Филиппом Деларю, генеральным директором и продюсером компании базирующаяся в Париже. Специализируется на производстве и продаже мультфильмов, анимационных сериалов и документальных фильмов.

## Работы

### Мультфильмы
- Охотники на драконов (2008)[2]
- Букашки. Приключение в Долине муравьёв (2013)[2]
- Букашки 2 (2019)[2]

#### Игровое кино
- Playground Chronicles (2012)[2]

### Мультсериалы
- Лукас и Эмили[2]
- Chronokids (2016)[2]
- Brico Club, aka Crafty Kids Club (2012)[2]
- Тролли из Трои (2013—2014)[2]
- Captain Biceps (2010—2011)[2]
- A Cow, A Cat and the Ocean[2]
- Dragon Hunters (2006—2012)[2]
- Fly Tales (1999)
- Gloria, Wilma and Me
- How to Draw?
- Iron Nose
- Kaput and Zösky (2002—2003)
- Семь маленьких монстров (2011—2018)
- Мало Корриган (2003)
- Маленькие детки (2008—2019)
- Букашки (мультсериал) (2006-н. в.)
- Щенки
- Аллергия на монстров (2006—2009)
- Поп Секрет
- Гадкий утёнок и я
- Дикая жизнь Уиллы (2008—2009)

### Документальные фильмы
- Audacious
- Путешествие на Запад
- Terra Magica
- Безмолвное воспоминание

### В качестве дистрибьютора
- «Гадкий утенок и я»